# Pere Comas i Calvet
|  | Aquest article tracta sobre Pere Comas i Calvet. Vegeu-ne altres significats a «Pere Comas». |

Pere Comas i Calvet (Berga, 1892 - Panamà, 1969) fou un polític català. Es llicencià en dret i treballà com a passant al despatx d'advocat de Joaquim Lluhí i Rissech, on s'especialitzà en lleis municipals. També fou vicesecretari de l'Ateneu Barcelonès. El 1928 fou un dels fundadors del periòdic L'Opinió i en proclamar-se la Segona República Espanyola fou tinent d'alcalde de l'ajuntament de Barcelona i diputat al Parlament de Catalunya per Esquerra Republicana de Catalunya fins al 30 d'abril de 1934 quan renuncià per incompatibilitat amb el càrrec de magistrat del Tribunal de Cassació de Catalunya. Fou nomenat conseller de justícia i dret del govern de la Generalitat el 1931-1933 i el 1936.
En acabar la guerra civil espanyola s'exilià a Colòmbia i després a Panamà, on fou assessor tècnic del ministeri de finances durant 25 anys, i dirigí el diari Catalunya (1946).